# Полковников, Владимир Иванович
Влади́мир Ива́нович Полко́вников (10 июня 1906 — 21 августа 1982) — советский режиссёр мультипликационных фильмов. Заслуженный деятель искусств РСФСР (1969).

## Биография
Родился в селе Теряева Слобода (ныне Теряево, Волоколамский район, Московская область).
Окончил Московское художественное училище памяти 1905 года и работал художником-мультипликатором на киностудиях «Союзкинохроника», «Союзкино», «Союзтехфильм».

С 1936 года — режиссёр «Союзмультфильма».

## Награды
Мультфильмы Владимира Полковникова награждались на кинофестивалях:
- «Серая Шейка»
  - 1949 — премия за лучший м/ф МКФ в Марианских Лазнях (ЧССР);
  - 1949 — Диплом МКФ в Готвальдове (ЧССР);
  - 1952 — Приз «Мраморная ваза» МКФ документальных, к/м и анимационных фильмов в Бомбее (Индия);
- «Кукушка и скворец» — 1950 — Почётный диплом V МКФ в Карловых Варах (ЧССР);
- «Волшебный магазин» — 1953 — Диплом XIV МКФ в Венеции (Италия);
- «Скоро будет дождь»
  - 1959 — XXI МФ документальных и к/м фильмов в Венеции — Приз Бронзовая статуэтка св. Теодора
  - 1960 — ВКФ (Всесоюзный кинофестиваль) в Минске — Вторая премия по разделу м/ф
  - 1960 — III МФ фильмов по искусству в Бергамо (Италия) — Диплом

## Фильмография

### Режиссёр
- 1933 — Кино-крокодил № 7 — не сохранился
- 1938 — Журнал Политсатиры № 1 — не сохранился
- 1939 — Лимпопо
- 1939 — Победный маршрут
- 1941 — Бармалей
- 1946 — Павлиний хвост
- 1948 — Серая шейка
- 1949 — Кукушка и скворец
- 1950 — Крепыш
- 1951 — Высокая горка
- 1953 — Волшебный магазин
- 1954 — Оранжевое горлышко
- 1955 — Заколдованный мальчик
- 1956 — Шакалёнок и верблюд
- 1958 — Грибок-теремок
- 1959 — Скоро будет дождь
- 1960 — Королевские зайцы
- 1961 — Муравьишка-хвастунишка
- 1962 — Зелёный змий
- 1963 — Тараканище
- 1964 — Кот-рыболов
- 1965 — Наргис
- 1966 — Хвосты
- 1967 — Раз-два, дружно!
- 1968 — Пингвины
- 1969 — Мы ищем кляксу
- 1970 — Быль-небылица
- 1972 — Куда летишь, Витар?
- 1973 — Чудо без чудес
- 1974 — Как козлик землю держал
- 1990 — Лапландские сказки

### Мультипликатор
- 1932 — Жили-были — не сохранился
- 1933 — Тряпьё — не сохранился

### Сорежиссёр
- 1936 — Колобок